# Baranof Island
Baranof Island, auch Baranov Island oder Sitka Island genannt, ist eine Insel im Alexander-Archipel im Alaska Panhandle im Südosten Alaskas. Von den einheimischen Tlingit wurde sie Sheet’-ká X'áat'l (oft einfach Shee) genannt. Sie gehört zu den ABC-Inseln von Alaska.

## Geographie
Die Insel ist maximal 162 km lang und 48 km breit. Sie ist die gebirgigste Insel des Alexander-Archipels und erreicht im Veniaminof Peak eine Höhe von 1643 m über dem Meer. Mit einer Fläche von 4160 km² ist sie die achtgrößte Insel Alaskas und die zehntgrößte Insel der USA; in der Liste der größten Inseln der Welt liegt sie auf Rang 135. Die Bevölkerung der Insel betrug im Jahr 2000 8532 Personen.
Fast die ganze Fläche der Insel ist Teil der Stadt und des Boroughs von Sitka (Sitka dehnt sich nach Norden auch auf Chichagof Island aus). Der einzige Teil von Baranof Island, der nicht zu Sitka gehört, ist ein kleiner Streifen Land (9,75 km²) im äußersten Südosten, der zur ehemaligen Petersburg Census Area gehört und die Stadt Port Alexander einschließt. Dieser Teil hatte im Jahr 2000 eine Bevölkerung von 81 Personen. Die Städte Baranof Warm Springs, Port Armstrong und Port Walter liegen auf der östlichen Seite der Insel. Goddard, eine aufgegebene Siedlung 25 km südlich von Sitka, hat einige Privathäuser und heiße Quellen mit zwei öffentlichen Badeanstalten. Es gibt drei Lachs-Aufzuchtstationen, eine unmittelbar nördlich von Port Alexander bei Port Armstrong, eine andere unmittelbar nördlich von Baranof Warm Springs bei Hidden Falls, und die dritte südlich von Sitka in der Nähe des Medvejie Lake.
Fischfang, -verarbeitung und Tourismus sind wichtige Industrien auf der Insel, die auch bekannt ist für Braunbären und Sitka-Schwarzwedelhirsche (Odocoileus hemionus sitkensis), einer Unterart des Maultierhirsches (Odocoileus hemionus).

## Geschichte
Die erste europäische Siedlung auf der Insel wurde 1799 von Alexander Baranow, dem Direktor und ersten Gouverneur der Russisch-Amerikanischen Kompagnie, gegründet, nach dem die Insel und der Archipel benannt sind. Nach der Schlacht von Sitka 1804 war Baranof Island das Zentrum der russischen Aktivitäten in Nordamerika im Zeitraum bis 1867 und das Hauptquartier für die russischen Pelzhandelsinteressen.
Um 1900 entstanden, zentrierten sich um Sitka und auf der Nordseite der Insel um die Rodman Bay, Konservenfabriken, Walfangstationen und Fuchsfarmen. Die meisten wurden zu Beginn des Zweiten Weltkriegs aufgegeben. Die Überbleibsel dieser Vorposten bestehen noch, wenn auch in verfallenem Zustand.